# Annelise Zwez

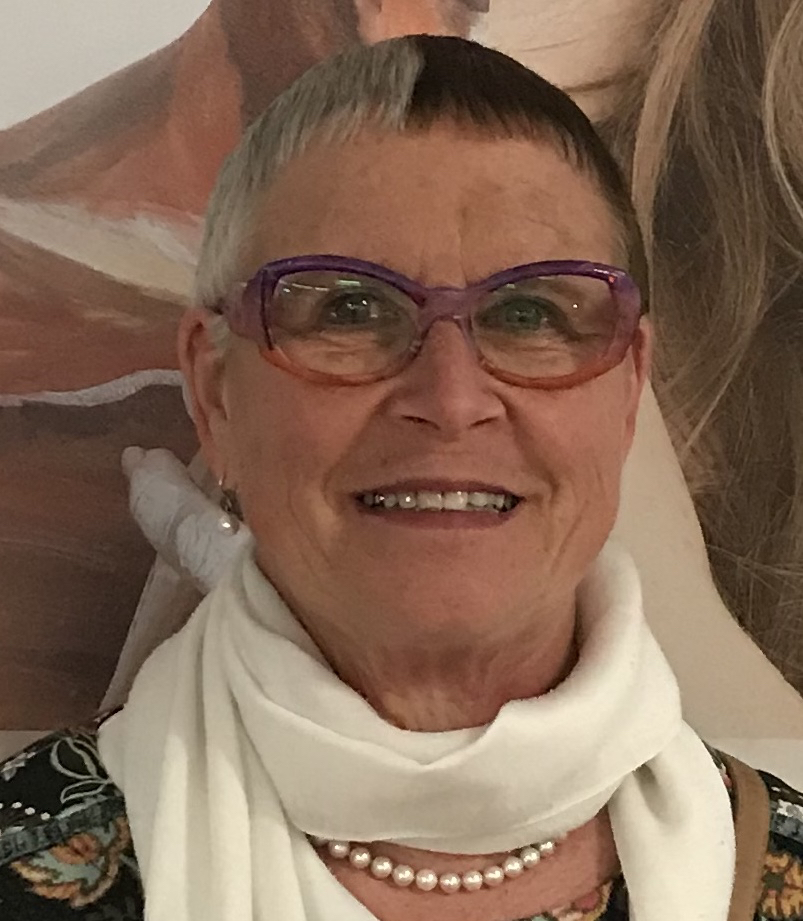
Annelise Zwez

Annelise Zwez (* 7. November 1947 in Biel/Bienne) ist eine Schweizer Kunstkritikerin, Publizistin und Kuratorin im Bereich der bildenden Kunst.

## Leben

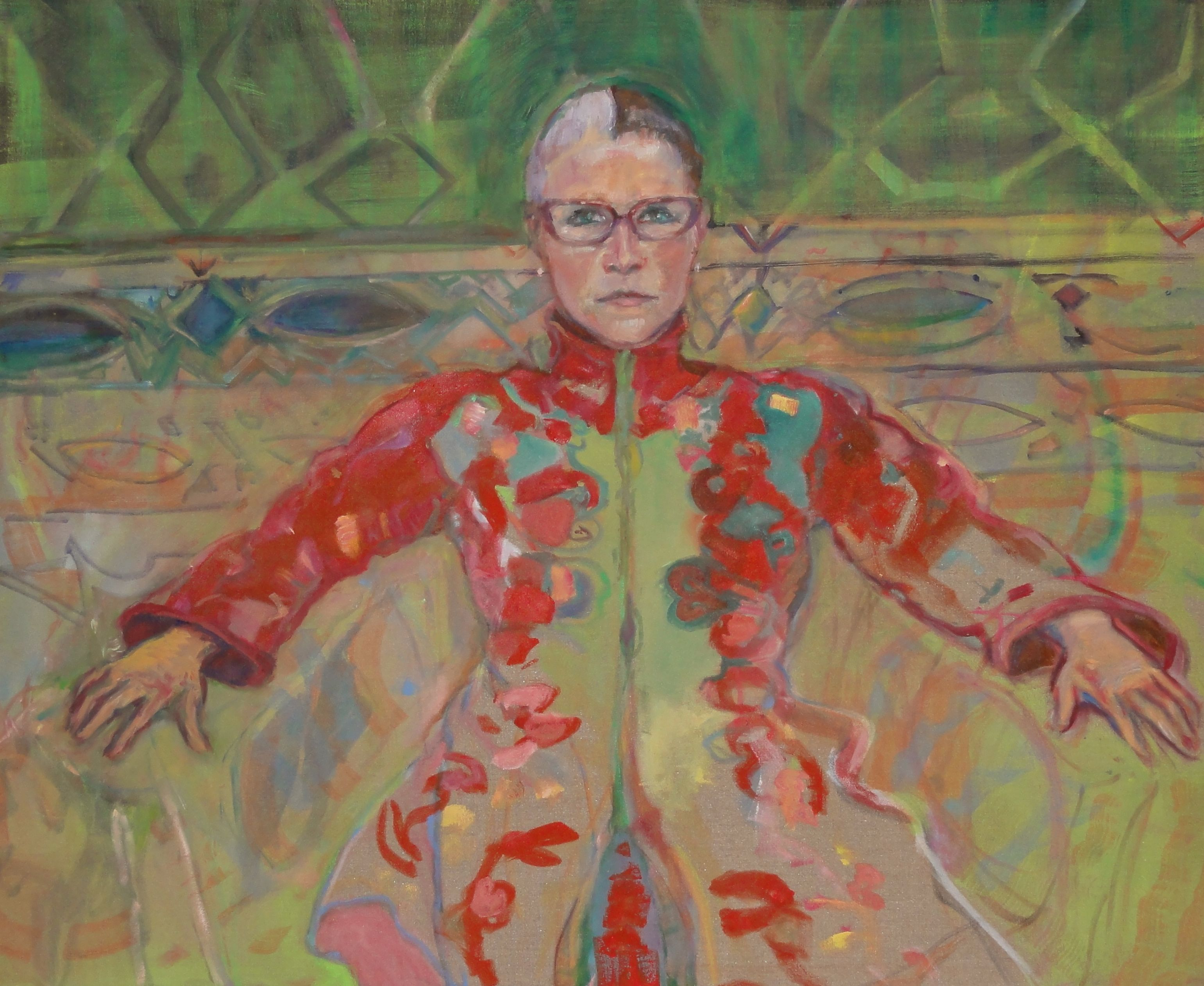
Annelise Zwez, gemalt von Rosina Kuhn 2012

Annelise Zwez ist die jüngere der beiden Töchter von Georges Zwez (1907–1992) und Marie-Louise Zwez-Irlet (1911–2001). Nach der Schulzeit in Neuhausen am Rheinfall und in Schaffhausen studierte sie in Grenoble, Cambridge und Zürich Romanistik, Anglistik und Kunstgeschichte. Parallel zum Studium absolviert sie eine kaufmännische Ausbildung. Von 1969 bis 1971 arbeitete sie als Leiterin der EF-Sprachschulen in Zürich.
1971 heiratete sie den Aargauer Journalisten Heiner Halder. Ab diesem Zeitpunkt arbeitete sie als freiberufliche Kunstjournalistin und -publizistin, zunächst in ihrem Wohnkanton Aargau, ab 1981 auch in der gesamten Schweiz und international. Zwez ist Mutter dreier Kinder. Ab 1981 war sie mit dem Aargauer Unternehmer und Kunstsammler Max Amsler (1925–2000) liiert.
1998 übernahm sie das denkmalgeschützte (KGS-Nr. 9229) Fraubrunnenhaus. in Twann am Bielersee mit dem Pfahlbaumuseum. Ihre Schwester ist die vier Jahre ältere Biochemikerin und ehemalige Aargauer Regierungsrätin Stéphanie Mörikofer-Zwez.

## Schaffen
Ihr Hauptinteresse gilt der zeitgenössischen Kunst nach 1968. Seit 1980 fokussiert ihr Schreiben auf das mediale Sichtbarmachen der Kunst von Frauen.
In den 1970er-Jahren schrieb sie Artikel für den Kulturteil vom Aargauer Kurier und die Aargauer Zeitung. Später kamen die Solothurner Zeitung, die Schaffhauser Nachrichten, das Kunstbulletin, das Schweizer Frauenblatt, das Artis, das Kunstforum International und andere dazu. Von 1998 bis 2005 war sie Kulturredaktorin des Bieler Tagblatts. Ab 2006 arbeitete sie wieder als freischaffende Journalistin. In dieser Zeit entstehen Beiträge zu Ausstellungskatalogen und Bücher. Zwez macht auch Ansprachen, Gesprächsmoderationen, Führungen und ist seit den 1970er-Jahren Mitarbeiterin in Kunstkommissionen, als Jurymitglied im Bereich zeitgenössischer Kunst und in Stiftungsräten; z. B. von 2002 bis 2015 als Präsidentin des vom Bundesamts für Kultur verwalteten Kulturfonds und von 2007 bis 2017 als Mitglied und später Präsidentin der Fondazione Sciaredo in Barbengo TI.
In den späten 1970er-Jahren kuratierte sie erste Ausstellungen in der städtischen Galerie in Lenzburg. Seither hat sie zahlreiche weitere Projekte betreut, unter anderem den Zyklus "Kunst-Textil" im Aarbergerhus Ligerz.

## Ehrungen
- 2012: Kulturpreis der Stadt Biel/Bienne für ihre kunstvermittelnde Tätigkeit[15][16]

## Publikationen (Auswahl)
- Heidi Widmer, «hic et nunc». AT Verlag, Aarau 1992, ISBN 3-85502-478-2.
- Dem Sein im Körper Sprache geben. In: hauttief. Katalog zur gleichnamigen Ausstellung im Helmhaus Zürich. 1994, ISBN 3-906396-25-8.
- Im Anfang war die Zahl. In: Emma Kunz (1893–1963). Monographie. Hrsg. Emma Kunz-Zentrum, Würenlos 1997, ISBN 3-9521591-0-7.
- Hanni Pfister (1910–1992). Monographie. Hrsg. Inga Vatter-Jensen. Benteli-Verlag, Bern 1999, ISBN 3-7165-1177-3.
- Rolf Spinnler (1927–2000). «Von der Schwierigkeit gute Bilder zu malen.» In: Buch-Katalog zur Ausstellung im Kunstmuseum Solothurn. Hrsg. Christoph Vögele. Kehrer-Verlag, Heidelberg 2006, ISBN 978-3-936636-92-5.
- Inga Vatter-Jensen: Henriette Sechehaye: Die letzte Schülerin von Paul Klee. Mit Texten von Annelise Zwez,  Alexander Klee (gen. Aljoscha), Stefan Haenni und Steffan Biffiger. ArchivArte, Bern 2005, ISBN 3-9522302-2-7.
- Gertrud Guyer-Wyrsch. «70 Jahre künstlerisch unterwegs». Hrsg. Natalie Unternährer. Nidwaldner Museum, Stans 2010, ISBN 978-3-908713-96-8.
- Maja Aeschbach. «Hunger und Heimweh». In: «Graphit, Milch und Schweinefett», Monographie zu Leben und Werk. Hrsg. Urs Aeschbach, 2012, ISBN 978-3-033-03625-3.
- Gedanken zum schöpferischen Werk. In: Georgette Tentori-Klein: Ein Leben als Solistin. Hrsg. Associazione Archivi Riuniti delle Donne Ticino. Elster Verlag, Zürich 2014, ISBN 978-3-906065-24-3.